# 科斯坦多沃
科斯坦多沃是保加利亞的城鎮，位於該國南部，距離首都索菲亞130公里，由帕扎爾吉克州負責管轄，面積49.88平方公里，海拔高度777米，2012年人口4,032。
42°0′N 24°1′E / 42.000°N 24.017°E